# Геро, Джон Абрахам
Джон Абрахам Геро (англ. John Abraham Heraud; 1799—1887) — английский поэт, журналист и литературный критик.

## Биография
Джон Абрахам Геро родился 5 июля 1799 года в церкви Святого Андрея (англ. St Andrew Holborn (church)) в Лондоне. Самоучкой приобрел широкое образование. Первоначально планировал стать коммерсантом, но 1818 году начал писать для журналов и вскоре решил посвятить себя литературе.
В своих поэмах «Tottenham», «Legend of St. Loy», «Descent into Hell» «Judgment of the Flood» он является поклонником всего потрясающего, древнего, неисследованного и обнаруживает недюжинный талант, направленный по ложному пути.
Его трагедии: «Videna», «Salvator, the Poor Man of Naples» (1845), «Roman Brothers» имели большой успех на сцене.
Из других его сочинений наиболее известны: «Wife or no wife», «Agnolo Diora», «Life and times of Girolamo Savonarolla» и книга о Шекспире «The War of Ideas».
Джон Абрахам Геро умер в 1887 году.

## Избранная библиография
- The Legend of St. Loy, with other Poems, 1820.
- Tottenham, 1820.
- The Descent into Hell, 1830.
- A Philosophical Estimate of the Controversy respecting the Divine Humanity, 1831.
- An Oration on the Death of S. T. Coleridge, 1834.
- The Judgment of the Flood, a poem, 1834; new ed. 1857.
- Substance of a Lecture on Poetic Genius as a Moral Power, 1837.
- Voyages up the Mediterranean of William Robinson, with Memoirs, 1837.
- Expediency and Means of Elevating the Profession of the Educator, 1839.
- The Life and Times of G. Savonarola, 1843.
- Salvator, the Poor Man of Naples, 1845,
- Videna, or the Mother's Tragedy. A Legend of Early Britain, 1854.
- The British Empire, 1856.
- Henry Butler's Theatrical Directory and Dramatic Almanack, 1860.
- Shakespeare, his Inner Life as intimated in his Works, 1865.
- The Wreck of the London, 1866.
- The In-Gathering, Cimon and Pero, a Chain of Sonnets, Sebastopol, 1870.
- The War of Ideas, 1871.[5]
- Uxmal: an Antique Love Story. Macée de Léodepart: an Historical Romance, 1877.
- The Sibyl among the Tombs, 1886.